# Весбекер, Джозеф
Джозеф Томас Весбекер (англ. Joseph Thomas Wesbecker) — американский массовый убийца, который 14 сентября 1989 года, находясь в состоянии психического расстройства, расстрелял на рабочем месте из автоматической винтовки и полуавтоматического пистолета двадцать своих коллег, а затем застрелился. В результате действий преступника 9 человек, включая его самого, погибло и ещё 12 были ранены.

## Биография
Джозеф Томас Весбекер родился 27 апреля 1942 года в городе Луисвилл (штат Кентукки, США). 27 мая 1943 года во время строительства здания погиб его отец-строитель. И Джозеф остался со своей 16-летней матерью Мартой. Она часто меняла работу, и из-за этого Джозеф даже был на один год отдан в детский приют на воспитание. В середине 1946 года умер дед Весбекера, к которому он был очень привязан. В 9-м классе в конце 1950-х Джозеф Весбекер бросил школу, однако в 1960 году он окончил университет и начал работать журналистом в одном из мелких газетных изданий. Весбекер женился в возрасте 19 лет в 1961 году. У пары родилось два сына: Джеймс и Йозеф. В 1971 году Джозеф Весбекер устроился работать в журналистское агентство «Standard Gravure», где зарекомендовал себя как упорный, трудолюбивый и надёжный работник. Однако в 1978 году у Весбекера возникли проблемы в личной жизни: он развёлся с женой и проиграл суд по вопросу опеки над детьми. После этого он стал посещать психиатра и даже на некоторое время лёг в больницу для прохождения курса реабилитации. В 1983 году Весбекер снова женился, однако спустя год развелся. По словам родственников, после этого он стал очень депрессивен и часто высказывал мысли о смерти или суициде. В 1986 году Джозефа повысили в должности до руководителя отдела. После этого его состояние только ухудшилось из-за серьёзной нагрузки на работе. Он несколько раз просил руководство агентства перевести его на прежнюю должность, однако все его заявления были отклонены. На работе его стали преследовать частые головокружения и обмороки. Противостояние с руководством агентства закончилось в мае 1987 года иском в чрезвычайную комиссию, в которой Джозеф Весбекер заявил, что на работе его подвергают частому давлению со стороны руководства и дискриминации. В это же время у него диагностировали депрессию и маниакально-депрессивный психоз. Он был отстранён от работы. В августе 1988 года он получил официальное удостоверение о нетрудоспособности. В феврале 1989 года журналистское агентство выплатило ему деньги. С августа 1988 по май 1989 Весбекер купил автоматическую винтовку и полуавтоматический пистолет, которые позже использовал во время нападения. 13 сентября 1989 года он получил уведомление от компании, согласно которому он больше не мог получать деньги по нетрудоспособности.

## 14 сентября 1989 года
Утром 14 сентября 1989 года около 8:30 по местному времени Джозеф Томас Весбекер припарковался у главного входа в агентство. Он вышел из машины с сумкой, в которой находились 9-миллиметровый пистолет SIG-Sauer P226, а также автоматическая винтовка Type 56 и более сотни патронов к оружию. Он беспрепятственно зашёл с арсеналом в лифт и поднялся на третий этаж. Как только двери открылись, он открыл огонь из автоматической винтовки по бывшим коллегам. Сидевшая за стойкой администратора 49-летняя Шерон Недлли была убита на месте. Стоящая рядом с ней Ангела Боумен была ранена в спину и потеряла сознание.
Джозеф Весбекер хладнокровно перешагнул через тела и отправился на поиски руководства агентства — Майкла Шиа. Он не спеша продвигался по коридору, стреляя во всех, кто ему попадался. Преступник застрелил 47-летнего Джеймса Хазбенда и ранил Форреста Конрада, Паулу Уормен и Джона Стейна. После чего отправился в пресс-центр, спустившись по лестнице, и убил выстрелами в голову и живот 59-летнего Пола Сэлли. Затем Весбекер ранил двух электриков, работавших в здании, — Девида Сатенфедена и Стенли Хетфилда. Затем убийца спустился в подвал, где случайно столкнулся с Джоном Тинглом, которого хорошо знал.
Тот, услышав хлопки, вышел посмотреть, в чём дело. На вопрос «В чем дело?» Весбекер ответил: «Привет, Джон, я же говорил им, что вернусь, а теперь уходи отсюда». После чего Тингл покинул помещение немедленно, а Весбекер продолжил стрелять. Он убил 54-летнего Ричарда Бергера выстрелом в спину. Затем подошёл к уже мертвому Ричарду и извинился, по-видимому, его убийство произошло случайно, так как Джозеф Весбекер тогда находился в плохо освещённой зоне и плохо видел, в кого стрелял. Затем Весбекер вернулся в пресс-центр и убил находившихся там 42-летнего Лойда Уайта и 56-летнего Джеймса Уэйбла. Затем Весбекер зашёл в комнату отдыха и ранил 6-х рабочих, находившихся там, а также застрелил в голову 46-летнего Уильяма Ганта. Последней жертвой Джозефа Вэсбекера стал 45-летний Кент Фентрез. Около 9:00 Весбекер, находясь в печатном цехе, застрелился из пистолета SIG-Sauer P226, закончив таким образом 30-минутный расстрел, в ходе которого он произвел 40 выстрелов, убил 8 и ранил ещё 12 человек. Также один человек был доставлен в больницу с сердечным приступом.

## Последствия
При обыске дома стрелка были найдены: помповое ружьё, два револьвера и спортивный пистолет. Также на кухонном столике лежала вырезанная из газеты статья о Патрике Перди, который 17 января 1989 года из автоматической винтовки того же типа, что использовал Весбекер, застрелил 5 и ранил ещё 30 человек в одной из школ Калифорнии, перед тем как покончить с собой.
Весбекер был похоронен 17 сентября 1989 года на кладбище «Cave Hill Cemetery» в Луисвилле.